# UCI-Cyclocross-Weltcup 2002/03
Beim UCI-Cyclocross-Weltcup 2002/03 wurden von November 2002 bis Februar 2003 durch die Union Cycliste Internationale Weltcup-Sieger im Cyclocross ermittelt. 
Erstmals gab es neben den Rennen für Männer auch Rennen für Frauen. Insgesamt wurden jeweils fünf Wettbewerbe in fünf verschiedenen Ländern ausgetragen.

## Elite

### Frauen
| Rnd | Datum             | Ort               | Erste                | Zweite             | Dritte             |
| --- | ----------------- | ----------------- | -------------------- | ------------------ | ------------------ |
| 1   | 24. November 2002 | Frankfurt am Main | Daphny van den Brand | Hanka Kupfernagel  | Laurence Leboucher |
| 2   | 22. Dezember 2002 | Kalmthout         | Daphny van den Brand | Laurence Leboucher | Marianne Vos       |
| 3   | 5. Januar 2003    | Liévin            | Daphny van den Brand | Laurence Leboucher | Marianne Vos       |
| 4   | 19. Januar 2003   | Wetzikon          | Daphny van den Brand | Hanka Kupfernagel  | Laurence Leboucher |
| 5   | 16. Februar 2003  | Hoogerheide       | Daphny van den Brand | Corine Dorland     | Anja Nobus         |

Gesamtwertung
| Platz | Name                 | Punkte |
| ----- | -------------------- | ------ |
| 1     | Daphny van den Brand | 360    |
| 2     | Hilde Quintens       | 234    |
| 3     | Anja Nobus           | 207    |
| 4     | Corine Dorland       | 199    |
| 5     | Laurence Leboucher   | 140    |

### Männer
| Rnd | Datum             | Ort               | Erster              | Zweiter             | Dritter      |
| --- | ----------------- | ----------------- | ------------------- | ------------------- | ------------ |
| 1   | 24. November 2002 | Frankfurt am Main | Bart Wellens        | Mario De Clercq     | Sven Nys     |
| 2   | 22. Dezember 2002 | Kalmthout         | Richard Groenendaal | Mario De Clercq     | Ben Berden   |
| 3   | 5. Januar 2003    | Liévin            | Sven Nys            | Richard Groenendaal | Bart Wellens |
| 4   | 19. Januar 2003   | Wetzikon          | Bart Wellens        | Mario De Clercq     | Ben Berden   |
| 5   | 16. Februar 2003  | Hoogerheide       | Sven Nys            | Bart Wellens        | Ben Berden   |

Gesamtwertung
| Platz | Name                | Punkte |
| ----- | ------------------- | ------ |
| 1     | Bart Wellens        | 305    |
| 2     | Sven Nys            | 300    |
| 3     | Mario De Clercq     | 250    |
| 4     | Richard Groenendaal | 232    |
| 5     | Ben Berden          | 215    |
| 6     | Erwin Vervecken     | 168    |